# James Barry (cirurgià)
|  | Per a altres significats, vegeu «James Barry». |

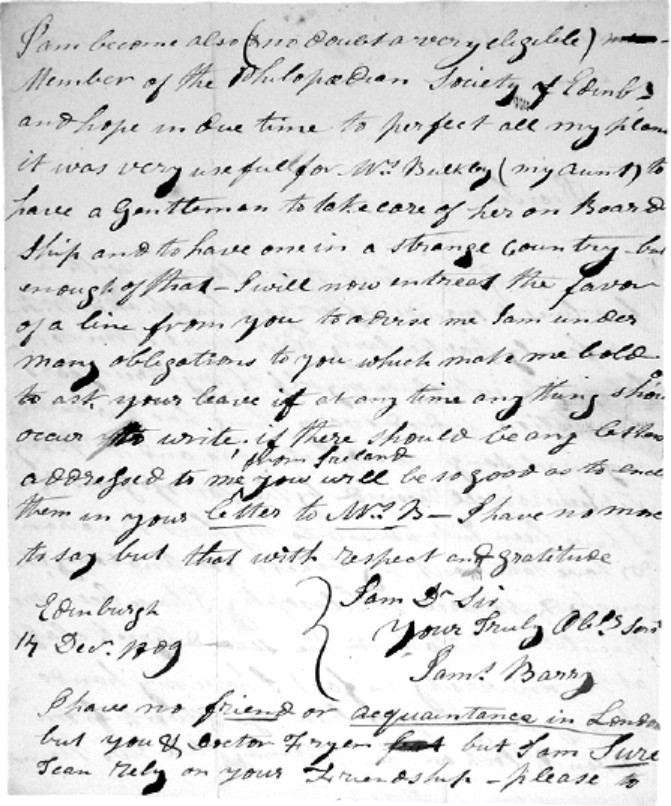
Segona pàgina de la carta de James Barry a Daniel Reardon.

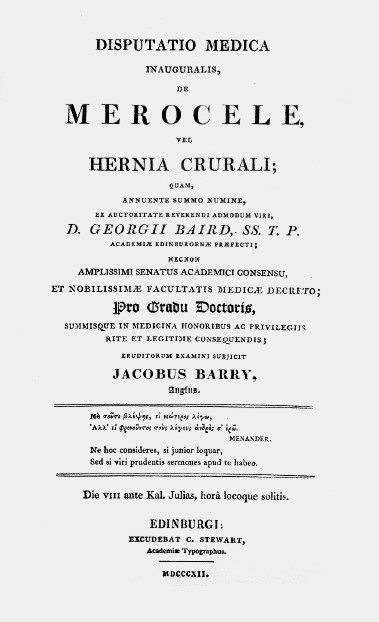
Tésis doctoral de James Barry.

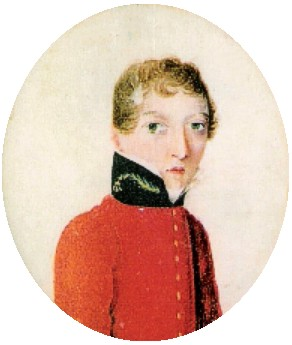
Retrat de James Barry pintat entre 1813 i 1816

James Barry (9 de novembre de 1795 - 25 de juliol de 1865),[I] va ser un cirurgià de l'exèrcit britànic. Va néixer a Belfast (Comtat d'Antrim), a Irlanda del Nord. Barry va viure la seva vida adulta com un home, tot i haver estat considerat una dona en la joventut. Com a home va poder ingressar a la universitat i aconseguir així el seu somni de convertir-se en cirurgià.[II] Quan el 1865 va morir, se li va practicar una autòpsia i es va descobrir que la seva anatomia es corresponia al d'una persona assignada dona en néixer.

## Orígens
Les dades sobre els orígens de Barry són escasses i resulta difícil separar la realitat del mite o simple especulació. Les proves recollides per Hèrcules Michael du Preez indiquen que Barry va néixer a Irlanda el 1789 i que se li va donar el nom de Margaret Ann. Altres autories suggereixen igualment que aquest era el seu nom real.
Segons du Preez, Barry va ser el segon fill de Jeremies i Mary-Ann Bulkley. La mare era germana de James Barry, un artista irlandès molt reconegut i professor de pintura a la Royal Academy of Arts de Londres. Tot i així, Mary-Ann i Margaret Bulkley van patir problemes econòmics quan Jeremies, el pare, va ingressar a la presó i John, el fill gran del matrimoni, es va casar.

## Vida
Barry va ser admès a la prestigiosa Universitat d'Edimburg com a estudiant de Medicina el 1809 obtenint el doctorat en Medicina el 1812. Va treballar com a assistent d'hospital per a l'exèrcit britànic el 1813. Va haver de servir en la batalla de Waterloo (15-18 de juny de 1815). Posteriorment va servir a l'Índia i a Sud-àfrica.
Després de la seva arribada a Ciutat del Cap seria nomenat Inspector Mèdic de la colònia britànica, treballant en la millora dels subministraments d'aigua potable i realitzant una de les primeres cesàries reeixides de les quals se'n té notícia. El nen seria batejat amb el nom de James Barry Munnik, en el seu honor. El 1828 deixa Ciutat del Cap i el seu lloc de cirurgià militar el porta fins a Illa Maurici el 1828, Trinidad i Tobago i l'illa de Santa Helena. Posteriorment serviria a Malta, Corfú, Crimea, Jamaica i, el 1831 aCanadà.
En aquells dies aconsegueix el rang d'Inspector General, però algunes enemistats polítiques gestades durant la seva estada a Santa Helena provoquen que sigui degradat a cirurgià de camp i destinat a les Índies Occidentals el 1838. Durant aquesta destinació es concentrarà en l'estudi de la medicina, aconseguint millorar les condicions de les tropes a la seva cura, per la qual cosa serà promogut a Oficial Mèdic de Primera. El 1845, Barry contreu la febre groga i torna a Gran Bretanya.

## Mort
James Barry es retira el 1864 i mor el 25 de juliol de 1865. Sembla que els encarregats de preparar el cadàver són els primers a adonar-se que "biològicament" era del "sexe femení", fins i tot un d'ells va arribar a afirmar haver vist signes inequívocs que en algun moment durant la seva vida hagués estat embarassat. Després de donar-se a conèixer aquesta informació, moltes de les persones que havien treballat amb Barry van afirmar "haver tingut sospites" del seu "veritable sexe". L'exèrcit britànic va ordenar segellar tots els expedients durant 100 anys.
Malgrat la revolada formada va ser enterrat en el cementiri de Kensal Green, amb el nom de James Barry i el seu rang oficial. Així, Barry va passar a ser la primera persona britànica assignada dona en néixer qualificada que es va dedicar a la cirurgia, anticipant-se a Elizabeth Garrett Anderson en més de 50 anys
L'historiador Isobel Rae va tenir accés als registres de l'exèrcit en la dècada de 1950 i va concloure que Barry era nebot de James Barry, el pintor.

## Barry en la cultura popular
El personatge de Barry ha estat interpretat per Anna Massey en un episodi del docudrama de la BBC A Skirt Through History.
La seva vida és el tema de la novel·la històrica James Miranda Barry (publicada en els EUA com The Doctor) per Patricia Duncker.
Una obra de teatre de 2004 es desenvolupa sobre la base d'una trobada entre James Barry i Florence Nightingale.
Una cançó del duo de folk contemporani Gilmore & Roberts, Doctor James, relata els esdeveniments de la història del doctor James Barry. La cançó va ser inclosa a l'àlbum The Innocent Left en Navigator Records, octubre de 2012.
La ciutat de Barrydale a Klein Karoo, una regió de Sud-àfrica, s'anomena així en el seu record.